# Enrico Paolo Salem
Enrico Paolo Salem (Trieste, 10 ottobre 1884 – luglio 1948) è stato un banchiere e politico italiano.
Figlio di un matrimonio misto, tra padre ebreo e madre cattolica, fu con Renzo Ravenna a Ferrara uno dei due soli podestà fascisti di origini ebraiche in Italia prima dell'introduzione delle leggi razziali.

## Biografia
Nacque a Trieste nel 1884 da un matrimonio misto tra padre ebreo (Vittorio Salem) e madre cattolica (Anna D'Angeri). Il lato paterno della famiglia era originario dei Paesi Bassi, giunto in città mezzo secolo prima. Fu sia circonciso che battezzato.
Irredentista, all'inizio della prima guerra mondiale si offrì volontario nelle file del Regio esercito. Fervente nazionalista, nel 1921 si iscrisse al Partito Nazionale Fascista. Nel 1923 acquistò il castello di Saciletto a Ruda e lo fece restaurare secondo canoni estetici d'ispirazione romantica.
Nel 1933 venne scelto come candidato podestà di Trieste, in quanto amministratore di banca, figura intermedia tra i fascisti più rivoluzionari e i conservatori legati all'establishment liberale cittadino. Venne nominato podestà il 21 ottobre 1933. Promosse numerosi lavori pubblici in città, deterrente alla disoccupazione, per il risanamento e l'abbellimento della città, tra cui nuove case per gli sfollati, la "tripperia" e il "frigorifero" per le carni, il mercato all'ingrosso di frutta e verdura, e fu per questo soprannominato «podestà picòn».
Dopo le sue dimissioni, avvenute il 10 agosto 1938, e la promulgazione delle leggi razziali, venne sollevato da ogni incarico e con la sua famiglia fu in un primo momento perseguitato dal regime. Il 6 dicembre 1938 indirizzò una lettera di sei pagine al Ministero dell'interno, rivendicando la propria fede fascista e la sua appartenenza alla razza ariana, soprattutto facendo leva sulla cittadinanza italiana conferita al padre nel 1881 e sulla madre ariana cattolica nata a Vienna e con nazionalità italiana. Il ministero procedette a riconoscere Salem come "non ebreo" con notifica alla prefettura di Trieste del 9 marzo 1939.
Trasferitosi prima a Firenze e poi a Roma, durante l'occupazione nazista vide i suoi beni a Trieste confiscati e finì per essere nuovamente perseguitato. Riuscì tuttavia a sopravvivere alle vicissitudini della guerra e morì nel luglio 1948.
Dopo la sua morte gli è stata dedicata una via a Trieste.